# José Antonio Alzate
Pour les articles homonymes, voir Alzate.
José Antonio Alzate y Ramírez Santillana (novembre 1737 - 2 février 1799), est un scientifique, journaliste et théologien mexicain, qui publie de nombreux articles en médecine, en botanique et en zoologie.

## Biographie

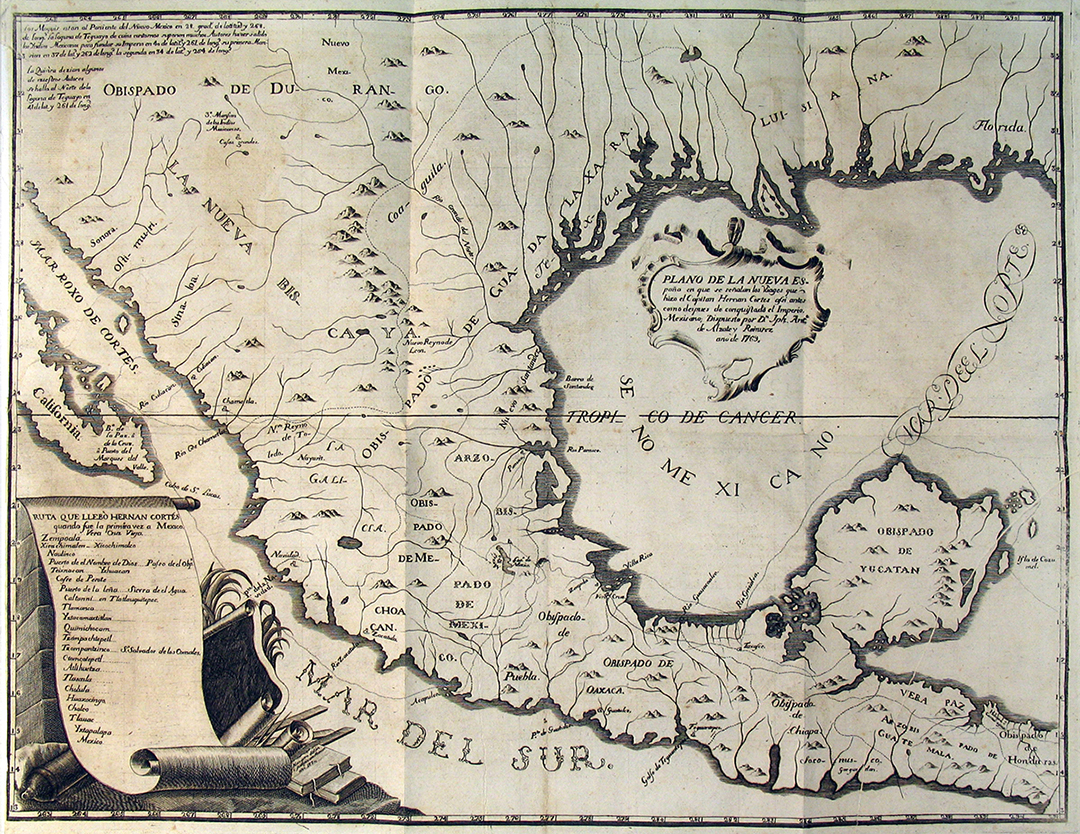
Alzate, Plano de la Nueva España, 1770

Originaire de la municipalité d'Ozumba, dans l'État de Mexico, il étudie dans l'ancien Colegio de San Ildefonso et est diplômé de théologie en 1756. Il est prêtre pendant quelques années tout en s'intéressant en parallèle aux matières scientifiques.
Il se lance ensuite dans plusieurs expéditions à travers tout le pays et se consacre véritablement à la science. De 1768 à 1772, il publie ses propres recherches dans l'hebdomadaire Diario literario de México (Journal littéraire  du Mexique) qui change ensuite de nom en Asuntos varios sobre ciencias y artes, contenant des informations sur les nouveautés scientifiques et littéraires.
De 1787 à 1788, il créa la revue Observaciones sobre física, historia natural y artes útiles. Elle traite de plusieurs thèmes comme la médecine, l'astronomie, la météorologie, ainsi que la physique et la chimie.
Il contribue aussi à la Gaceta de literatura de México de 1788 à 1795 et à la Gaceta de México (es) de 1784 à 1797.
Il est également membre du Real Jardín Botánico de Madrid et correspondant de l'Académie Royale des Sciences de Paris.

## Hommages
En son honneur, est fondé en 1884 la Sociedad Científica Antonio Alzate (es) qui changea de nom en 1930, devenant l'Academia Nacional de Ciencias.
Une plante dicotylédone d'Amérique centrale a été nommée Alzatea en son honneur. Ce nom est devenu le genre type  de la petite famille des Alzateaceae.